# دورا باكويانيس
دورا باكويانيس (باليونانية: Ντόρα Μπακογιάννη)‏ (ولدت ب 6 مايو 1954، تيودور ميتسوتاكيس) وهي أول امرأة تمثل منصب رئيسة وزراء لليونان، وكانت نائبة رئيس البلدية الاسبق لمدينة أثنيا وعضوة بالبرلمان. وقد اختيرت كواحدة من اقوى السيدات في العالم في التصنيف الذي وضعته مجلة فوربس في عام 2006 حيث احتلت المرتبة السادسة والستون من ضمن 100 امرأة وضعت اسمائهم في التصنيف.

## حياتها
كانت دورا باكويانيس هي الابنة الكبري -لكونستانتين ميتسوتاكيس زعيم الحزب الديمقراطي الجديد الذي تولى رئاسة الوزراء في الفترة من 1990-1993-من بين 4 أولاد له، وقد حصلت على تعليمها بالابتدائية في أثينا، واستكملت تعليمها بعد ذلك في المدرسة الألمانية وبقيت في باريس، ودرست العلوم السياسية والقانون العام في جامعة أثينا، والسياسة والاقتصاد في ميونيخ.
وتتقن اللغة الإنجليزية، والألمانية، والفرنسية وتتحدثهما بطلاقة. وفر ميتسوتاكيس واسرته إلى باريس في عام 1968 بعد هروبه من المجلس العسكرى في اليونان، ولكن في عام 1974 استطاعت الجنود جلبه مرة أخرى إلى الإدارة. وفي العام نفسه تزوجت دورا ب بافلوس باكويانيس السياسى والصحفى الذي قام بابيان الصحفى ضد حكومة الانقلاب في الإذاعة الألمانية، وانجبت طفلين أليكس وكوستاتس. وبعد فترة من عمل دورا باكويانيس في وزارة المالية عملت في وزارة الخارجية. وفي عام 1984 تم انتخاب والدها لرئاسة حزب الديمقراطية الجديد.وفي 17 نوفمبر 1989 تم اغتيال زوجها عضو الماركسى بالبرلمان على يد المنظمة.
وفي العالم التالي لذلك اختير والدها كرئيس للوزراء، وكان دورا باكويانيس أول امرأة تشغل منصب وزيرة الثقافة. وقد اختريت كنائبة للبرلمان 4 مرات على التوالى في الانتخابات البرلمانية التي أقيمت بعد ذلك. وبالرغم من استقالة والدها عقب خسارته في انتخابات الديمقراطية الجديدة في عام 1993 إلا أنها استطاعت الحفاظ على مكانتها في اللجنة المركزية للحزب. وفي عام 2000 قد عملت بوزارة الشؤون الخارجية ووزارة الدفاع كوزير ظل.وفي هذه الفترة تزوجت باكويانيس مرة أخرى برجل الأعمال ايسدروس كوفليوس. ووفقاً إلى القانون المدني اليوناني فكان عليها اختيار لقب واحد من الألقاب الثلاثة لكى تتلقب به ولكنها اختارت لقبها الأول.
وفي صيف 2002 فقد اختيرت باكويانيس لرئاسة بدلية اثينا وذلك من خلال الانتخابات المحلية التي اقيمت ضد حزب باسوك لترشيح عضو آخر أكثر منها قوة، وفازت باكويانيس بالأنتخابات في أول جولة.
وفي 14 فبراير لعام 2006 فقد عينها رئيس الوزراء كرامنليس كويزة لوزارة الخارجية باليونان، اما في عام 2009 سلمت هذه الوزارة إلى باباندريو.
وفي عام 2012 اختيرت مجددا لتكون عضوة بالبرلمان وبعدها أصبحت عضوة بمجموعة حزب الشعب الجمهورى وفي عام 2013 أصبحت نائبة لرئيس مجموعة حزب الشعب الأوروبي. وبجانب هذا اضبحت رئيسة لجنة الشؤون السياسية والديمقراطية.

## وصلات خارجية
- دورا باكويانيس على موقع مونزينجر (الألمانية)